# 배상용
배상용(裵相庸, 1966년 12월 26일, 경상북도 울릉군 도동 ~ )은 대한민국 제5·6대 경상북도 울릉군의원이었다.

## 학력
- 울릉국민학교 → 서울신월국민학교 졸업
- 화곡중학교 졸업
- 화곡고등학교 졸업
- 경주대학교 방송언론광고학과 졸업

## 경력
- 육군 보병 9사단 30연대 본부대 만기 제대
- 울릉군 생활체육협의회 감사
- 울릉초등학교 운영위원장
- 울릉중학교 운영위원장
- 울릉군 학교운영위원장협의회 부위원장
- KBS라디오 동해안이야기 울릉도편 진행
- 재향 우릉인사이트 <울사모> 배상용코너 진행
- 을릉교육청, 학생상담자원봉사자회 회장
- 울릉군학교등급조정반대추진위원회 위원장
- 울릉도관광정보사이트 <울릉도닷컴> 현지운영자
- 독도사수군민총궐기대회 집행위원
- 울릉도국립공원지정반대추진위원회 홍보위원장
- 울릉도 KBS난시청지역 시청료환불운동 주도
- 주민여객선 취항을 위한 1인시위 110일 진행
- 울릉군 발전연구소 소장
- 인터넷일간지 <오마이뉴스> 시민기자
- 2006.07 ~ 2010.06 제5대 경상북도 울릉군의회 의원
- 2010.07 ~ 2011.08 제6대 경상북도 울릉군의회 의원
- 2010.07 ~ 2011.08 제6대 경상북도 울릉군의회 전반기 부의장
- 2010.07 ~ 2011.08 제6대 경상북도 울릉군의회 여객선운항개선특별위원회 간사
- 2011 경상북도 울릉군수 후보

## 수상
- 2005.09 오마이뉴스 뉴스게릴라 특별상 수상
- 대통령상 수상
- 2011 2010년 경상북도 의정봉사대상
- 농협중앙회장 표창
- 대한민국 재향군인회장 표창
- 을릉교육청, 울릉교육상 민간인부분 감사패

## 서적
- 오마이뉴스 시민기자들의 "울릉도, 독도이야기" <공저>
- "울릉민국 그리고 그들의 삶" 출판

## 역대 선거 결과
|  | 11.55% |

|  | 20.07% |

|  | 17.77% |